# KARA 1st JAPAN TOUR 2012 KARASIA
KARA 1st JAPAN TOUR 2012 KARASIA는 KARA의 라이브 영상 음반이다. 당초 발매일은 2012년 10월 17일이었지만, 디스크의 결함이 발견되어, 11월 14일로 변경되었다. 카라의 콘서트 투어 KARASIA의 비디오 영상화 작품이다.